# Chad Haga
Chad Haga (født 26. august 1988) er en amerikansk forhenværende professionel cykelrytter.